# Nicholsina
Nicholsina – rodzaj ryb okoniokształtnych z rodziny skarusowatych.

## Klasyfikacja
Gatunki zaliczane do tego rodzaju:
- Nicholsina collettei
- Nicholsina denticulata
- Nicholsina usta